# Széles Tamás
Széles Tamás (Budapest, 1973. március 26. –) magyar színész, színpadi szerző, színházi díszlettervező, rendező.

## Életpályája
Jellegzetes hangú színész. 16 évesen diákszínjátszóként kezdte pályáját. 1995-ben végezte el a Színház- és Filmművészeti Főiskolát, Horvai István és Kapás Dezső osztályában. 1994–1996 között a Vígszínház, 1996–1999 között a Nemzeti Színház, 1999–2002 között pedig a Radnóti Miklós Színház művésze volt, 2002-től szabadúszó. Játszik szaxofonon, foglalkozik színművek írásával, zeneszerzéssel is, és díszletterveket is készített. Az audiodrama.hu weboldal alapítója, amelyen pro bono hangjátékokat és hangoskönyveket publikál.
2004-ben megtért, teológiát kezdett tanulni, és 2010-től a Magyar Ókatolikus Misszióban kezdett tevékenyen részt venni, majd 2019-2025-ig az Északi Katolikus Egyház lelkésze volt.
Egyes interjúkban beszélt róla, hogy elvált és van egy fia. A magyarszinkron.hu honlap 2016-os szavazása alapján a legjobb férfi szinkronok között Széles Tamás végzett az első helyen, és 2017-ben is az első három helyezett között szerepel.

## Színházi szerepei
| darab                        | szerep                         | színház                                                              | bemutató             |
| ---------------------------- | ------------------------------ | -------------------------------------------------------------------- | -------------------- |
| Eltűnő ingerek               | Endre                          | Soproni Petőfi Színház                                               | 2024. november 16.   |
| Játék a kastélyban           | Turai                          | Soproni Petőfi Színház                                               | 2024. szeptember 5.  |
| Illatszertár                 | Sipos Úr                       | Jászai Mari Színház                                                  | 2022. február 12.    |
| Kulcskeresők                 | Bolyongó                       | Szolnoki Szigligeti Színház                                          | 2021. szeptember 17. |
| Földi hatalom - égi kegyelem | Trinitárius                    | Ars Sacra Fesztivál – Makkosmária                                    | 2021. szeptember 6.  |
| Széchenyi                    | gróf Széchenyi István          | Soproni Petőfi Színház                                               | 2021. február 19.    |
| Mindszentyeia                | Mindszenty József bíboros      | Szolnoki Szigligeti Színház, Szín-Mű-Hely                            | 2020. augusztus 29.  |
| A mi kis városunk            | Rendező                        | Szolnoki Szigligeti Színház                                          | 2020. január 31.     |
| Szutyok                      | Pali bácsi                     | Tatabányai Jászai Mari Színház                                       | 2019. október 12.    |
| Cabaret                      | Schultz úr                     | Tatabányai Jászai Mari Színház                                       | 2019. szeptember 28. |
| Tizenkét dühös ember         | 8. esküdt                      | Szolnoki Szigligeti Színház                                          | 2019. január 19.     |
| Júdás - zenés monodráma      | Júdás                          | Kugler Art Szalon                                                    | 2018. október 26.    |
| Stuart Mária                 | Melvil                         | Tatabányai Jászai Mari Színház                                       | 2018. április 19.    |
| XIV. René                    | János főherceg                 | Karinthy Színház                                                     | 2017. november 10.   |
| A mi kis városunk            | Dr. Gibbs                      | Karinthy Színház                                                     | 2017. szeptember 29. |
| Születésnap                  | Goldberg                       | Vénusz Színház                                                       | 2016. június 7.      |
| Az imposztor                 | Kellékes                       | Tatabányai Jászai Mari Színház                                       | 2016. december 17.   |
| Black Comedy                 | Harrold Gorringe               | Tatabányai Jászai Mari Színház                                       | 2016. október 26.    |
| Kék Róka                     | Pál                            | Pinceszínház                                                         | 2015. november 13.   |
| Ki fut a nő után?            | Bob                            | Ivancsics Ilona és Színtársai                                        | 2015. február 28.    |
| A csalogány család           | Graham                         | Karinthy Színház                                                     | 2015. szeptember 25. |
| Te csak pipálj, Ladányi      | Vincze József                  | Karinthy Színház                                                     | 2014. február 14.    |
| Róza                         | Bánrévi Albert bútoros         | Karinthy Színház                                                     | 2014. december 5.    |
| Blixen bárónő szerelmei      | Thorkild Bjornvig              | Centrál Színház                                                      | 2014. március 31.    |
| Anconai szerelmesek          | Luigi del Soro, vándormuzsikus | Ruttkai Éva Színház                                                  | 2007. március 25.    |
| A három testőr               | Aramis                         | Vígszínház                                                           | 2005. október 1.     |
| Szép magyar komédia          | Silvanus                       | Nemzeti Táncszínház (Várszínház)                                     | 1998. október 10.    |
| Apátlanul                    | Iszak Vengerovics              | Nemzeti Táncszínház (Várszínház)                                     | 1997. november 21.   |
| Az ember tragédiája          | Ádám                           | Nemzeti Táncszínház (Várszínház)                                     | 1997. március 14.    |
| Leláncolt Prométheusz        | Erő                            | Nemzeti Táncszínház (Várszínház)                                     | 1996. október 5.     |
| Médeia                       | Hírnök                         | Nemzeti Táncszínház (Várszínház)                                     | 1996. október 5.     |
| A legyező                    | Limoncinio                     | Vígszínház                                                           | 1996. április 14.    |
| A montmartre-i ibolya        | Raoul Delacroix, festő         | Ódry Színpad, Vörösmarty Színház                                     | 1994. december 16.   |
| Oszlopos Simeon              | Bálint                         | Nemzeti Táncszínház (Várszínház)                                     | 1994. december 17.   |
| A nagy Romulus               | Theoderich                     | Vígszínház                                                           | 1992. szeptember 22. |
| A régi nyár                  | Miklós                         | Vörösmarty Színház                                                   | 1992. december 6.    |
| Az ördög nem alszik          | Péter, a gróf unokaöccse       | Vidám Színpad, Center Színház                                        | 2002. október 12.    |
| Átváltozások                 | Jasperino, Alsemero barátja    | Vígszínház                                                           | 1996. január 26.     |
| Baal                         | Johannes                       | Vígszínház                                                           | 1995. február 4.     |
| Csehov-játékok               |                                | Óbudai Társaskör                                                     | 2004. november 11.   |
| Csókos asszony               | Ibolya Ede                     | Vörösmarty Színház                                                   | 1993. november 9.    |
| Delila                       | Berényi                        | Veszprémi Petőfi Színház és Óbudai Társaskör                         | 2005. július 20.     |
| Fekete Péter                 | Chineau                        | Vörösmarty Színház                                                   | 1996. július 5.      |
| Lumpáciusz Vagabundusz       | Cérna, szabó                   | Nemzeti Színház                                                      | 1996. november 22.   |
| Macbeth                      | Malcolm                        | Vígszínház                                                           | 1995. november 25.   |
| Magányos cédrus              | Attila                         | Játékszín, Thália Színház, Éjszakai Színház és József Attila Színház | 2010. október 1.     |
| Magyar Elektra               | Orestes                        | Nemzeti Színház, Várszínház                                          | 1998. október 10.    |
| Nasztaszja Filippovna        | Rogozsin                       | Pinceszínház                                                         | 2007. december 1.    |
| Össztánc                     |                                | Vígszínház                                                           | 2005. július 20.     |
| Patkányok                    | Schierke                       | Radnóti Miklós Színház                                               | 2001. december 16.   |
| Régimódi történet            | Majthényi Béla                 | Pesti Magyar Színház                                                 | 1999. január 29.     |
| Rokonok                      | Nauszidler                     | Radnóti Miklós Színház                                               | 2000. február 27.    |
| Romeo és Júlia               | Romeo                          | Nemzeti Színház                                                      | 1998. április 13.    |
| Sirály                       | Trepljov                       | Radnóti Miklós Színház                                               | 1999. december 12.   |
| Szent Johanna                | Poulangey                      | Vígszínház                                                           | 1995. április 16.    |
| Szerelem@könyv.hu            | Jani                           | Karinthy Színház                                                     | 2005. július 20.     |
| Tévedések vígjátéka          | Szirakúzai Antipholus          | Pesti Magyar Színház                                                 | 1997. május 2.       |
| Trisztán és Izolda           | több szerep                    | Vígszínház                                                           | 1995. április 28.    |
| Utazás nénikémmel            | Henry Pulling                  | Éjszakai Színház                                                     | 2001. szeptember 29. |
| Válás Budán                  | dr. Greiner Imre               | Pinceszínház és Karinthy Színház                                     | 2005. július 20.     |
| Vesztett éden                | Madách Imre                    | Pinceszínház                                                         | 2003. december 8.    |
| Volpone                      | Bonario                        | Radnóti Miklós Színház                                               | 2001. január 28.     |

## Színművei

### Színdarabok
| cím                          | írás éve | bemutató helye   | bemutató ideje      |
| Szivárvány – zenés mesejáték | 2017     | Karinthy Színház | 2018. szeptember 1. |
| ---------------------------- | -------- | ---------------- | ------------------- |

### Monodrámák
| cím                               | írás éve | bemutató helye              | bemutató ideje      |
| Júdás - zenés monodráma           | 2018     | Kugler (Budapest)           | 2018. október 26.   |
| Lenin – munkásmozgalmi monoperett | 2018     |                             |                     |
| Mindszentyeia - monoeposz         | 2019     | Szolnoki Szigligeti Színház | 2020. augusztus 29. |
| --------------------------------- | -------- | --------------------------- | ------------------- |

## Filmjei

### Játékfilmek
| cím                        | év   | szerep                   | műfaj             |
| -------------------------- | ---- | ------------------------ | ----------------- |
| Aranybulla                 | 2022 | Pát ispán                |                   |
| Utolsó vacsora             | 2019 | Jézus hangja             | animációs film    |
| Az ember tragédiája        | 2011 | Ádám hangja              | animációs film    |
| Playing God                | 2004 |                          |                   |
| Állítsátok meg Terézanyut! | 2004 | Balfácán                 |                   |
| Az ördög nem alszik        | 2003 | Péter, a gróf unokaöccse | színházi felvétel |
| Bűvös szék                 | 2003 |                          | tévéjáték         |
| Ötvenéves találkozó        | 2002 | Szécsy András            | tévéjáték         |
| Az utolsó blues            | 2002 | Laptus                   |                   |
| Capitaly - Salamon tőke    | 2002 | Haraszti Gábor           | tv epizód         |
| Sacra Corona               | 2001 |                          |                   |
| Kazo                       | 1997 |                          | dokumentumfilm    |
| Sztracsatella              | 1995 | rendőr                   | játékfilm         |
| Kézjegy                    |      |                          | tévéjáték         |

## Szinkronszerepek

### Filmbeli szinkronszerepek
| filmcím                                               | eredeti filmcím                                    | év          | szerep                            | színész                   |
| ----------------------------------------------------- | -------------------------------------------------- | ----------- | --------------------------------- | ------------------------- |
| 127 óra                                               | 127 Hours                                          | 2010        | Aron Ralston                      | James Franco              |
| 200 szál cigi                                         | 200 Cigarettes                                     | 1999        | pultos                            | Ben Affleck               |
| 40 és annyi                                           | This Is 40                                         | 2012        | Pete                              | Paul Rudd                 |
| 40 éves szűz                                          | The 40 Year Old Virgin                             | 2005        | David                             | Paul Rudd                 |
| 51-es bolygó                                          | Planet 51                                          | 2009        | Charles ’Chuck’ Baker kapitány    | Dwayne "The Rock" Johnson |
| 80 nap alatt a Föld körül                             | Around the World in 80 Days                        | 2009        | Phileas Fogg                      | Steve Coogan              |
| Az acélember                                          | Man of Steel                                       | 2013        | Zod tábornok                      | Michael Shannon           |
| Az ajánlat                                            | The Proposition                                    | 2005        | Charlie Burns                     | Guy Pearce                |
| A bőrödbe bújva                                       | In Her Skin                                        | 2009        | Mr. Barber                        | Guy Pearce                |
| Air – Harc a legendáért                               | Air                                                | 2023        | Phil Knight                       | Ben Affleck               |
| Alien vs. Predator – A Halál a Ragadozó ellen         | AVP: Alien vs. Predator                            | 2004        | Sebastian de Rosa                 | Raoul Bova                |
| Akik az életemre törnek                               | Those Who Wish Me Dead                             | 2020        | Jack                              | Aidan Gillen              |
| A kis kedvencek titkos élete                          | The Secret Life Of Pets                            | 2016        | Max                               | Louis C.K.                |
| A kis kedvencek titkos élete 2.                       | The Secret Life of Pets 2                          | 2019        | Max                               | Patton Oswalt             |
| A mi drága kisfiunk                                   | Beautiful Boy                                      | 2010        | Bill                              | Michael Sheen             |
| Amerika Kapitány: Polgárháború                        | Captain America: Civil War                         | 2016        | Hangya / Scott Lang               | Paul Rudd                 |
| Amerikai pite: A találkozó                            | American Reunion                                   | 2012        | Chris ’Oz’ Ostreicher             | Chris Klein               |
| Anthony Zimmer                                        | Anthony Zimmer                                     | 2005        | Francois Taillandier              | Yvan Attal                |
| Anyád lehetnék                                        | I Could never be Your Woman                        | 2007        | Adam Perl                         | Paul Rudd                 |
| Apafej                                                | Big Daddy                                          | 1999        | Kevin Gerrity                     | Jon Stewart               |
| Az Argo-akció                                         | Argo                                               | 2012        | Tony Mendez                       | Ben Affleck               |
| Arthur: Maltazár bosszúja                             | Arthur et la vengeance de Maltazard                | 2009        | Maltazár                          | Lou Reed                  |
| Avatar                                                | Avatar                                             | 2009        | Jake Sully                        | Sam Worthington           |
| Avatar: A víz útja                                    | Avatar: The Way of Water                           | 2022        | Jake Sully                        | Sam Worthington           |
| Aviátor                                               | The Aviator                                        | 2004        | Johnny Meyer                      | Adam Scott                |
| Az áruló                                              | Traitor                                            | 2008        | Roy Clayton                       | Guy Pearce                |
| Árnyék nélkül                                         | Hollow Man                                         | 2000        | Sebastian Caine                   | Kevin Bacon               |
| Árvák hercege                                         | The Cider House Rules                              | 1999        | Wally Worthington                 | Paul Rudd                 |
| Bad Boys 2. – Már megint a rosszfiúk                  | Bad Boys 2                                         | 2003        | Delongpre                         | R.E. Rodgers              |
| Bankcsapda                                            | Flypaper                                           | 2011        | Tripp                             | Patrick Dempsey           |
| Batman: Kezdődik!                                     | Batman Begins                                      | 2005        | Dr. Jonathan Crane / Madárijesztő | Cillian Murphy            |
| Batman Superman ellen – Az igazság hajnala            | Batman v Superman: Dawn of Justice                 | 2016        | Bruce Wayne / Batman              | Ben Affleck               |
| Beépített tudat                                       | Criminal                                           | 2016        | Quaker Wells                      | Gary Oldman               |
| Beépített szépség 2. – Csábítunk és védünk            | Miss Congeniality 2: Armed and Fabulous            | 2005        | Joel Meyers                       | Diedrich Bader            |
| Bohém rapszódia                                       | Bohemian Rhapsody                                  | 2018        | John Reid                         | Aidan Gillen              |
| Bon voyage                                            | Bon voyage                                         | 2003        | Frédéric Auger                    | Grégori Derangère         |
| A Bourne-csapda                                       | The Bourne Supremacy                               | 2004        | Jason Bourne                      | Matt Damon                |
| A Bourne-rejtély                                      | The Bourne Identity                                | 2002        | Jason Bourne                      | Matt Damon                |
| A Bourne-ultimátum                                    | The Bourne Ultimatum                               | 2007        | Jason Bourne                      | Matt Damon                |
| Chappie                                               | Chappie                                            | 2015        | Chappie                           | Sharlto Copley            |
| A cipőbűvölő                                          | The Cobbler                                        | 2014        | Danny Donald                      | Craig Walker              |
| Conan, a barbár                                       | Conan the Barbarian                                | 1982        | Conan                             | Arnold Schwarzenegger     |
| Conan, a barbár 2. – A pusztító                       | Conan the Destroyer                                | 1984        | Conan                             | Arnold Schwarzenegger     |
| Copperfield Dávid                                     | David Copperfield                                  | 2009        | James Steerforth                  | Sagamore Stévenin         |
| Cuki a sütid (Édes pillanatok)                        | Just Desserts                                      | 2004        | Marco Poloni                      | Costas Mandylor           |
| Csak a testeden át!                                   | Over Her Dead Body                                 | 2008        | Dr. Henry Mills                   | Paul Rudd                 |
| Csak egy csók                                         | Un baiser s'il vous plaît                          | 2007        | Gabriel                           | Michaël Cohen             |
| Csak szexre kellesz                                   | No Strings Attached                                | 2011        | Sam                               | Ben Lawson                |
| Családi üzelmek                                       | We're the Millers                                  | 2013        | az orvos, aki Kennyt kezeli       | Scott Adsit               |
| Csapás a múltból                                      | Blast from the Past                                | 1999        | Adam Webber                       | Brendan Fraser            |
| Csillagpor                                            | Stardust                                           | 2007        | Septimus                          | Mark Strong               |
| Derék Dudley                                          | Dudley Do-Right                                    | 1999        | Derék Dudley                      | Brendan Fraser            |
| A doboz                                               | The Box                                            | 2009        | Arthur Lewis                      | James Marsden             |
| Downton Abbey                                         | Downton Abbey                                      | 2019        | Thomas Barrow                     | Rob James-Collier         |
| Ecc, pecc, ki lehetsz?                                | See How They Run                                   | 2022        | Leo Kopernick                     | Adrien Brody              |
| Egy férfi naplója                                     | Man About Town                                     | 2006        | Jack Giamoro                      | Ben Affleck               |
| Eiffel                                                | Eiffel                                             | 2021        | Gustave Eiffel                    | Romain Duris              |
| Egy különc srác feljegyzései                          | The Perks of Being a Wallflower                    | 2012        | Bill Anderson                     | Paul Rudd                 |
| Elrabolt élet                                         | Possession                                         | 2009        | Roman                             | Lee Pace                  |
| Ellenség a kapuknál                                   | Enemy at the Gates                                 | 2001        | Danilov                           | Joseph Fiennes            |
| Ellenséges terület                                    | Behind Enemy Lines                                 | 2001        | Chris Burnett hadnagy             | Owen Wilson               |
| Eltávozók                                             | Okuribito                                          | 2008        | Kobajasi Daigo, a csellista       | Masahiro Motoki           |
| Az esőcsináló                                         | The Rainmaker                                      | 1997        | Rudy Baylor, kezdő ügyvéd         | Matt Damon                |
| Eszement szerelem                                     | Ira & Abby                                         | 2006        | Ira Black                         | Chris Messina             |
| Én és a hercegem 4. – Elefánt-kaland                  | The Prince & Me: The Elephant Adventure            | 2010        | Soren                             | Jonathan Firth            |
| Éjjeliőr a hullaházban                                | Nightwatch                                         | 1997        | Martin Bells                      | Ewan McGregor             |
| Az éjszaka törvénye                                   | Live by Night                                      | 2016        | Joe Coughlin                      | Ben Affleck               |
| Éjszakai ragadozók                                    | Nocturnal Animals                                  | 2016        | Carlos                            | Michael Sheen             |
| Élve eltemetve                                        | Buried                                             | 2010        | Paul Conroy                       | Ryan Reynolds             |
| Én, a séf                                             | Comme un chef                                      | 2012        | Jacky Bonnot                      | Michael Youn              |
| Esküvő után                                           | After the Wedding                                  | 2019        | Oscar Carlson                     | Billy Crudup              |
| Fekete és kék                                         | Black and Blue                                     | 2019        | Kevin Jennings                    | Reid Scott                |
| A felejtés bére                                       | Paycheck                                           | 2003        | Michael Jennings                  | Ben Affleck               |
| Felkoppintva                                          | Knocked Up                                         | 2007        | Pete                              | Paul Rudd                 |
| Felsőbb törvény                                       | Balaur                                             | 2021        | Dragos Ivanovici atya             | Alexandru Papadopol       |
| Fenevad                                               | Beast                                              | 2022        | Martin Battles                    | Sharlto Copley            |
| Fertőzés                                              | Contagion                                          | 2011        | Alan Krumwiede                    | Jude Law                  |
| A fiam családja                                       | Soshite chichi ni naru                             | 2013        | Nonomija Rjóta, az egyik apa      | Masaharu Fukuyama         |
| A Francia Kiadás                                      | The French Dispatch                                | 2021        | Julian Cadazio                    | Adrien Brody              |
| Frida                                                 | Frida                                              | 2002        | David Alfaro Siqueiros            | Antonio Banderas          |
| Frost/Nixon                                           | Frost/Nixon                                        | 2008        | David Frost                       | Michael Sheen             |
| Furcsa pár 2.                                         | The Odd Couple II                                  | 1998        | Brucey Madison                    | Jonathan Silverman        |
| Füstölgő ászok                                        | Smokin' Aces                                       | 2006        | Jack Dupree                       | Ben Affleck               |
| Garni-zóna                                            | An officer and a gentleman                         | 1982        | Zack Mayo                         | Richard Gere∆3            |
| Géniusz                                               | Genius                                             | 2016        | F. Scott Fitzgerald               | Guy Pearce                |
| Grease                                                | Grease                                             | 1978        | Daniel ’Danny’ Zuko               | John Travolta∆2           |
| Good Will Hunting                                     | Good Will Hunting                                  | 1997        | Chuckie                           | Ben Affleck               |
| Görögbe fogadva                                       | My Life in Ruins                                   | 2009        | Puki Kakas                        | Alexis Georgoulis         |
| Gyilkos memória                                       | Memory                                             | 2022        | Memory                            | Guy Pearce                |
| Gyilkos sütik - A csokis keksz rejtély                | Murder, She Baked: A Chocolate Chip Cookie Mystery | 2015        | Mike Kingston                     | Cameron Mathison          |
| Gyilkos sütik - A karácsonyi puding rejtély           | Murder, She Baked: A Plum Pudding Murder Mystery   | 2015        | Mike Kingston                     | Cameron Mathison          |
| Gyilkosság a bázison                                  | Murder at the Presidio                             | 2005        | Barry Atkins                      | Martin Cummins            |
| Halálos csomag                                        | The Bag Man                                        | 2014        | Jack                              | John Cusack               |
| Halálos közellenség                                   | L'instinct de mort                                 | 2008        | Jacques Mesrine                   | Vincent Cassel            |
| Halálos közellenség 2.                                | L'ennemi public n°1                                | 2008        | Jacques Mesrine                   | Vincent Cassel            |
| A Hangya                                              | Ant-Man                                            | 2015        | Scott Lang / Hangya               | Paul Rudd                 |
| A Hangya és a Darázs                                  | Ant-Man and the Wasp                               | 2018        | Scott Lang / Hangya               | Paul Rudd                 |
| Happy End                                             | Happy End (Nowhere to Go But Up)                   | 2003        | Jack                              | Justin Theroux            |
| Harry Potter és az azkabani fogoly                    | Harry Potter and the Prisoner of Azkaban           | 2004        | Sirius Black                      | Gary Oldman               |
| Harry Potter és Főnix Rendje                          | Harry Potter and the Order of the Phoenix          | 2007        | Sirius Black                      | Gary Oldman               |
| Harry Potter és a Halál ereklyéi – 2. rész            | Harry Potter and the Deathly Hallows: Part 2       | 2011        | Sirius Black                      | Gary Oldman               |
| Harry Potter és a Tűz Serlege                         | Harry Potter and the Goblet of Fire                | 2005        | Sirius Black                      | Gary Oldman               |
| Hálátlan kor                                          | L' âge ingrat                                      | 1964        | Antoine Lartigue                  | Franck Fernandel          |
| A három testőr                                        | The Three Musketeers                               | 2011        | Athos                             | Matthew Macfadyen         |
| Hét év Tibetben                                       | Seven Years in Tibet                               | 1997        | Peter Aufschnaiter                | David Thewlis             |
| A híres Ron Burgundy legendája                        | Anchorman: The Legend of Ron Burgundy              | 2004        | Brian Fantana                     | Paul Rudd                 |
| A hobbit: Váratlan utazás                             | The Hobbit: An Unexpected Journey                  | 2012        | Tölgypajzsos Thorin               | Richard Armitage          |
| A hobbit: Smaug pusztasága                            | The Hobbit: The Desolation of Smaug                | 2013        | Tölgypajzsos Thorin               | Richard Armitage          |
| A hobbit: Az öt sereg csatája                         | The Hobbit: The Battle of the Five Armies          | 2014        | Tölgypajzsos Thorin               | Richard Armitage          |
| Holiday                                               | The Holiday                                        | 2006        | Jasper                            | Rufus Sewell              |
| Hollywoodi őrjárat                                    | Hollywood Homicide                                 | 2003        | K.C. Calden nyomozó               | Josh Hartnett             |
| Holtak napja                                          | Day of the Dead                                    | 2008        | Doktor Logan                      | Matt Rippy                |
| Honnan tudod?                                         | How Do You Know                                    | 2010        | George Madison                    | Paul Rudd                 |
| Houdini, a halál mágusa                               | Death Defying Acts                                 | 2007        | Harry Houdini                     | Guy Pearce                |
| Javítóműhely                                          | Small Engine Repair                                | 2021        | Terrence Swaino                   | Jon Bernthal              |
| Az időgép                                             | The Time Machine                                   | 2002        | Alexander Hartdegen               | Guy Pearce                |
| Az Igazság Ligája                                     | Justice League                                     | 2017        | Bruce Wayne/Batman                | Ben Affleck               |
| Itt a vége                                            | This Is The End                                    | 2013        | önmaga                            | Paul Rudd                 |
| Ivócimborák                                           | Drinking Buddies                                   | 2013        | Chris                             | Ron Livingston            |
| Ízek, imák, szerelmek                                 | Eat Pray Love                                      | 2010        | Stephen                           | Billy Crudup              |
| Jason Bourne                                          | Jason Bourne                                       | 2016        | Jason Bourne                      | Matt Damon                |
| Jelenetek a bábuk életéből                            | Aus dem Leben der Marionetten                      | 1980 (2005) | Peter Egermann                    | Robert Atzorn             |
| J. Edgar – Az FBI embere                              | J. Edgar                                           | 2011        | Clyde Tolson                      | Armie Hammer              |
| K-PAX – A belső bolygó                                | K-Pax                                              | 2001        | Ernie                             | Saul Williams             |
| A Karib-tenger kalózai: Holtak kincse                 | Pirates of the Caribbean: Dead Man's Chest         | 2006        | James Norrington                  | Jack Davenport            |
| A Karib-tenger kalózai: A világ végén                 | Pirates of the Caribbean: At World's End           | 2007        | James Norrington                  | Jack Davenport            |
| A királynő                                            | The Queen                                          | 2006        | Tony Blair                        | Michael Sheen             |
| Kate és Leopold                                       | Kate & Leopold                                     | 2001        | Leopold                           | Hugh Jackman              |
| Kelepce                                               | Deadfall                                           | 2012        | Addison                           | Eric Bana                 |
| Kéjjel-nappal                                         | Knight and Day                                     | 2010        | Fitzgerald                        | Peter Sarsgaard           |
| King Kong                                             | King Kong                                          | 2005        | Jack Driscoll                     | Adrien Brody              |
| Kicsinyítés                                           | Downsizing                                         | 2017        | Dave Johnson                      | Jason Sudeikis            |
| A Kolibri projekt                                     | The Hummingbird Project                            | 2018        | Anton Zaleski                     | Alexander Skarsgård       |
| Konstrukció                                           | Hypnotic                                           | 2023        | Daniel Rourke                     | Ben Affleck               |
| Lara Croft: Tomb Raider 2. – Az élet bölcsője         | Lara Croft Tomb Raider: The Cradle of Life         | 2003        | Terry Sheridan                    | Gerard Butler             |
| Last minute, bébi                                     | Miss Conception                                    | 2008        | Zak                               | Tom Ellis                 |
| Lángoló Mississippi                                   | Mississippi Burning                                | 1988        | Alan Ward                         | Willem Dafoe              |
| A legelő hősei                                        | Home on the Range                                  | 2004        | Bátor                             | Cuba Gooding Jr.          |
| A legsötétebb óra                                     | Darkest Hour                                       | 2017        | VI. György brit király            | Ben Mendelsohn            |
| Lepattintva                                           | Forgetting Sarah Marshall                          | 2008        | Peter Bretter                     | Jason Segel               |
| A leskelődő                                           | The Watcher                                        | 2000        | Joel Campbell                     | James Spader              |
| Lélegzet                                              | The Air I Breathe                                  | 2008        | Gyönyör (Pleasure)                | Brendan Fraser            |
| Lockout – A titok nyitja                              | Lockout                                            | 2012        | Marion Snow                       | Guy Pearce                |
| London Boulevard                                      | London Boulevard                                   | 2010        | Billy Norton                      | Ben Chaplin               |
| Lopakodó                                              | Stealth                                            | 2005        | Ben Gannon hadnagy                | Josh Lucas                |
| Lucy                                                  | Lucy                                               | 2014        | Pierre Del Rio                    | Amr Waked                 |
| A mag                                                 | The Core                                           | 2003        | Robert Iverson parancsnok         | Bruce Greenwood           |
| A Madagaszkár pingvinjei                              | Penguins of Madagascar                             | 2014        | Titkos ügynök                     | Benedict Cumberbatch      |
| Maradj még velünk!                                    | Reste un peu                                       | 2022        | Gad                               | Gad Elmaleh               |
| Mária román királyné                                  | Queen Marie of Romania                             | 2019        | I. Ferdinánd román király         | Daniel Plier              |
| Mennyei királyság                                     | Kingdom of Heaven                                  | 2005        | Nászir egyiptomi herceg           | Alexander Siddig          |
| Mementó                                               | Memento                                            | 2000        | Leonard Shelby                    | Guy Pearce                |
| Milliókért a pokolba                                  | 3000 Miles to Graceland                            | 2001        | Thomas J. Murphy                  | Kevin Costner             |
| Minden út Rómába vezet                                | All Roads Lead to Rome                             | 2015        | Luca                              | Raoul Bova                |
| Mint a hurrikán                                       | Forces of Nature                                   | 1999        | Ben Holmes                        | Ben Affleck               |
| Mission: Impossible – Titkos nemzet                   | Mission: Impossible – Rogue Nation                 | 2015        | Ethan Hunt                        | Tom Cruise                |
| Moonfall                                              | Moonfall                                           | 2022        | Brian Harper                      | Patrick Wilson            |
| Mögöttes szándék                                      | Ceremony                                           | 2010        | Whit Coutell                      | Lee Pace                  |
| A múmia                                               | The Mummy                                          | 1999        | Mr. Burns                         | Tuc Watkins               |
| A múmia visszatér                                     | The Mummy Returns                                  | 2001        | Ardeth Bey                        | Ódéd Fehr                 |
| Názáreti Mária                                        | Maria di Nazaret                                   | 2012        | Jézus                             | Andreas Pietschmann       |
| Nász-ajánlat                                          | The Proposal                                       | 2009        | Andrew Paxton                     | Ryan Reynolds             |
| Nem kellesz eléggé                                    | He´s Just Not That Into You                        | 2009        | Neil                              | Ben Affleck               |
| Négy tesó                                             | Four Brothers                                      | 2005        | Bobby Mercer                      | Mark Wahlberg             |
| Nélküled nem megy                                     | Dedication                                         | 2007        | Henry Roth                        | Billy Crudup              |
| Nobel végakarata                                      | Nobels testamente                                  | 2012        | Q                                 | Felix Engström            |
| A nővérem húga                                        | My Sister's Keeper                                 | 2009        | Brian Fitzgerald                  | Jason Patric              |
| Nyakunkon az élet                                     | Reality Bites                                      | 1994        | Michael Grates                    | Ben Stiller               |
| Az olasz meló                                         | The Italian Job                                    | 2003        | Charlie Croker                    | Mark Wahlberg             |
| On-lány                                               | Birthday Girl                                      | 2002        | John Buckingham                   | Ben Chaplin               |
| Országúti bosszú                                      | The Rover                                          | 2014        | Eric                              | Guy Pearce                |
| Orvlövész                                             | Shooter                                            | 2007        | Bob Lee Swagger                   | Mark Wahlberg             |
| Óriáspókok                                            | Spiders                                            | 2000        | John Murphy                       | Josh Green                |
| Öreg díva, nem vén díva                               | These Old Broads                                   | 2001        | Gavin                             | Nestor Carbonell          |
| Ördögűzés Emily Rose üdvéért                          | The Exorcism of Emily Rose                         | 2005        | Ray                               | JR Bourne                 |
| Az ötödik elem                                        | The Fifth Element                                  | 1997        | Billy                             | Luke Perry                |
| Pancser Police                                        | The Other Guys                                     | 2010        | Terry Hoitz nyomozó               | Mark Wahlberg             |
| Papás-babás                                           | The Babymakers                                     | 2012        | Tommy Macklin                     | Paul Schneider            |
| Párterápia                                            | Date Night                                         | 2010        | Holbrooke Grant                   | Mark Wahlberg             |
| Peacemaker                                            | The Peacemaker                                     | 1997        | Ken                               | Randall Batinkoff         |
| Pearl Harbor – Égi háború                             | Pearl Harbor                                       | 2001        | Rafe McCawley                     | Ben Affleck               |
| Példátlan példaképek                                  | Role Models                                        | 2008        | Danny Donahue                     | Paul Rudd                 |
| Péter, a kőszikla                                     | San Pietro                                         | 2005        | Jézus                             | Johannes Brandrup         |
| Pillangó-hatás 3.                                     | The Butterfly Effect 3: Revelations                | 2009        | Sam Reide                         | Chris Carmack             |
| Pokoli lecke                                          | Sleepers                                           | 1996        | Nick Davenport                    | Daniel Mastrogiorgio      |
| Prince Avalanche – Texas hercege                      | Prince Avalanche                                   | 2013        | Alvin                             | Paul Rudd                 |
| Rabiga előtt (Lepattanó)                              | The Baxter                                         | 2005        | Eliot Sherman                     | Michael Showalter         |
| Raszputyin                                            | Rasputin                                           | 2013        | Feliksz Felikszovics Juszupov     | Filipp Jankovszkij        |
| A rettegés arénája                                    | The Sum of All Fears                               | 2002        | Jack Ryan                         | Ben Affleck               |
| Reality                                               | Reality                                            | 2023        | Garrick ügynök                    | Josh Hamilton             |
| A rivális                                             | The Other Woman                                    | 2008        | Derek Plumley                     | Ted Whittall              |
| A Robinson család titka                               | Meet the Robinsons                                 | 2007        | Cornelius Robinson                | Tom Selleck               |
| Rockhajó                                              | The Boat That Rocked                               | 2009        | Dominic Twatt                     | Jack Davenport            |
| Ryan közlegény megmentése                             | Saving Private Ryan                                | 1998        | Mellish közlegény                 | Adam Goldberg             |
| Schiller                                              | Schiller                                           | 2005        | Friedrich Schiller                | Matthias Schweighöfer     |
| Selyem                                                | Silk                                               | 2007        | Hervé Joncour                     | Michael Pitt              |
| Sharknado 2. – A második harapás                      | Sharknado 2: The Second One                        | 2014        | Martin Brody                      | Mark McGrath              |
| A setét torony                                        | The Dark Tower                                     | 2017        | Dr. Hotchkiss                     | José Zúñiga               |
| A skót kerékpáros                                     | The Flying Scotsman                                | 2006        | Graeme Obree                      | Jonny Lee Miller          |
| A sötétség után                                       | The Philosophers                                   | 2013        | Mr. Zimit                         | James DʼArcy              |
| Spancserek                                            | I Love You, Man                                    | 2009        | Peter Klaven                      | Paul Rudd                 |
| Spermafióka                                           | Orgazmo                                            | 1997        | Robert White                      | Stanley G. Sawicki        |
| Star Trek                                             | Star Trek                                          | 2009        | Spock                             | Zachary Quinto            |
| Star Trek – Sötétségben                               | Star Trek Into Darkness                            | 2013        | Spock                             | Zachary Quinto            |
| A stanfordi börtönkísérlet                            | The Stanford Prison Experiment                     | 2015        | Dr. Philip Zimbardo               | Billy Crudup              |
| Star Trek: Mindenen túl                               | Star Trek Beyond                                   | 2016        | Spock                             | Zachary Quinto            |
| Super 8                                               | Super 8                                            | 2011        | Jack Lamb                         | Kyle Chandler             |
| Suszter, szabó, baka, kém                             | Tinker Tailor Soldier Spy                          | 2011        | Jim Prideaux                      | Mark Strong               |
| Sülve-főve                                            | Simply Irresistible                                | 1999        | Tom Bartlett                      | Sean Patrick Flanery      |
| Száll a kakukk fészkére                               | One Flew Over the Cuckoo's Nest                    | 1975        | Billy Bibbit                      | Brad Dourif               |
| Személyiségtolvaj                                     | Identity Thief                                     | 2013        | Reilly nyomozó                    | Morris Chestnut           |
| Szerelem és egyéb katasztrófák                        | Love and Other Disasters                           | 2006        | Peter Simon                       | Matthew Rhys              |
| Szerelmes Shakespeare                                 | Shakespeare in Love                                | 1998        | William Shakespeare               | Joseph Fiennes            |
| Szerencse dolga                                       | Lucky You                                          | 1998        | Gil Edwards tornaigazgató         | Matt Savage               |
| Szeretem az ellenségem                                | Nous nous sommes tant hais                         | 2007        | Jürgen                            | Pawel Delag               |
| Szeretet és köszönet                                  | Love & Mercy                                       | 2014        | Brian idősen                      | John Cusack               |
| Szex a neten                                          | Middle Men                                         | 2009        | Jack Harris                       | Luke Wilson               |
| Szex és New York 2.                                   | Sex and the City 2                                 | 2010        | Mahmud                            | Dhaffer L'Abidine         |
| Szigorúan bizalmas                                    | L. A. Confidential                                 | 1997        | Ed Exley                          | Guy Pearce                |
| A születés                                            | The Nativity Story                                 | 2006        | József                            | Oscar Isaac               |
| Táv-felügyelő                                         | Wire Room                                          | 2022        | Justin Rosa                       | Kevin Dillon              |
| A tehetséges Mr. Ripley                               | The Talented Mr. Ripley                            | 1999        | Peter Smith-Kingsley              | Jack Davenport            |
| Terminátor: Megváltás                                 | Terminator Salvation                               | 2009        | Marcus Wright                     | Sam Worthington           |
| Texas gyilkos földjén                                 | Texas Killing Fields                               | 2011        | Mike Souder                       | Sam Worthington           |
| A Titán                                               | The Titan                                          | 2018        | Rick Janssen                      | Sam Worthington           |
| A titánok haragja                                     | Wrath of the Titans                                | 2012        | Perszeusz                         | Sam Worthington           |
| A titánok harca                                       | Clash of the Titans                                | 2010        | Perszeusz                         | Sam Worthington           |
| Titkok könyvtára – A Szent Lándzsa küldetés           | The Librarian: Quest for the Spear                 | 2004        | Flynn Carsen                      | Noah Wyle                 |
| Titkok könyvtára 2. – A visszatérés Salamon kincséhez | The Librarian: Return to King Solomon`s Mines      | 2006        | Flynn Carsen                      | Noah Wyle                 |
| Titkok könyvtára 3. – A Júdás-kehely átka             | The Librarian: Return to King Solomon`s Mines      | 2008        | Flynn Carsen                      | Noah Wyle                 |
| Tolvajok városa                                       | The Town                                           | 2010        | Doug MacRay                       | Ben Affleck               |
| Transzcendens                                         | Transcendence                                      | 2014        | Max Waters                        | Paul Bettany              |
| Újra a nulláról                                       | Getting Back to Zero                               | 2013        | Derek                             | Nathan Anderson           |
| Ütközéspont                                           | Changing Lanes                                     | 2002        | Gavin Banek                       | Ben Affleck               |
| Az útvesztő: Tűzpróba                                 | Maze Runner: The Scorch Trials                     | 2015        | Janson                            | Aidan Gillen              |
| Az útvesztő: Halálkúra                                | Maze Runner: The Death Cure                        | 2018        | Janson                            | Aidan Gillen              |
| Vad vágyak                                            | Wild Things                                        | 1998        | Ray Duquette őrmester             | Kevin Bacon               |
| Vakszerencse                                          | Runner Runner                                      | 2013        | Ivan Block                        | Ben Affleck               |
| Vágyaim netovábbja                                    | The Object of My Affection                         | 1998        | George Hanson                     | Paul Rudd                 |
| Vállalati csalódások                                  | The Company Men                                    | 2010        | Bobby Walker                      | Ben Affleck               |
| Vámpírok: A gyilkos csapat                            | Vampires: Los Muertos                              | 2002        | Rodrigo atya                      | Cristián de la Fuente     |
| Vándorút                                              | The Way                                            | 2010        | Jack                              | James Nesbitt             |
| Védőszínek                                            | Barwy ochronne                                     | 1977        | Jaroslaw Kruszewski               | Pjotr Garlicki            |
| Végső állomás 2.                                      | Final Destination 2                                | 2003        | Thomas Burke rendőr               | Michael Landes            |
| Végül összejöttünk                                    | They Came Together                                 | 2014        | Joel                              | Paul Rudd∆1               |
| A vihar magja                                         | Into the Storm                                     | 2014        | Gary                              | Richard Armitage          |
| Vissza a jelenbe                                      | Hot Tub Time Machine                               | 2010        | Adam                              | John Cusack               |
| A visszaút                                            | The Way Back                                       | 2020        | Jack                              | Ben Affleck               |
| Vicky Cristina Barcelona                              | Vicky Cristina Barcelona                           | 2008        | Narrátor (hangja)                 | Christopher Evan Welch    |
| Vörös veréb                                           | Red Sparrow                                        | 2018        | Nate Nash                         | Joel Edgerton             |
| xXx 2 – A következő fokozat                           | XXX: State of the Union                            | 2005        | Toby Lee Shavers ügynök           | Michael Roof              |
| Zathura – Az űrfogócska                               | Zathura: A Space Adventure                         | 2005        | Asztronauta                       | Dax Shepard               |
| Zoolander, a trendkívüli                              | Zoolander                                          | 2001        | Derek Zoolander                   | Ben Stiller               |
| Zöld Lámpás                                           | Green Lantern                                      | 2011        | Hector Hammond                    | Peter Sarsgaard           |
| Bosszúállók: Végtelen háború                          | Avengers: Infinity War                             | 2018        | Scott Lang / Hangya               | Paul Rudd                 |
| Bosszúállók: Végjáték                                 | Avengers: Endgame                                  | 2019        | Scott Lang / Hamgya               | Paul Rudd                 |
| A Hangya és a Darázs: Kvantumánia                     | Ant-Man and the Wasp: Quantumania                  | 2023        | Scott Lang / Hangya               | Paul Rudd                 |
| Az Igazság Ligája                                     | Justice League                                     | 2017        | Bruce Wayne / Batman              | Ben Affleck               |
| Zack Snyder: Az Igazság Ligája                        | Zack Snyder: Justice League                        | 2021        | Bruce Wayne / Batman              | Ben Affleck               |
| Flash – A Villám                                      | The Flash                                          | 2023        | Bruce Wayne / Batman              | Ben Affleck               |
| Transformers Egy                                      | Transformers One                                   | 2024        | Őrszem Fővezér                    | Jon Hamm                  |

∆1 1. szinkron változat
∆2 2. szinkron változat
∆3 3. szinkron változat

### Sorozatbeli szinkronszerepek
| sorozat                                            | eredeti cím                                     | év        | szerep                                       | színész                    | megjegyzés                                        |
| -------------------------------------------------- | ----------------------------------------------- | --------- | -------------------------------------------- | -------------------------- | ------------------------------------------------- |
| A kalandor és a lady                               | Hooten & the Lady                               | 2016      | Hooten                                       | Michael Landes             | brit kalandsorozat                                |
| Aranyásók                                          | Gold Hunters                                    | 2015      | narrátor                                     |                            | amerikai dokumentumfilmsorozat                    |
| Befutó                                             | Luck                                            | 2012      | Turo Escalante                               | John Ortiz                 | amerikai tévéfilmsorozat                          |
| Bor és hatalom                                     | Nissaga l'herencia                              | 1999      | Félix Montsolís                              | David Selvas               | spanyol tévéfilmsorozat                           |
| Bűnös szerelem                                     | Pecados ajenos                                  | 2007      | Adrián Torres                                | Mauricio Islas             | amerikai tévéfilmsorozat                          |
| Bűvölet                                            | Incantesimo                                     | 1998      | Andrea Bini                                  | Lorenzo Flaherty           | olasz tévéfilmsorozat                             |
| Camelot                                            | Camelot                                         | 2011      | Merlin                                       | Joseph Fiennes             | ír-amerikai-angol-kanadai drámasorozat            |
| Canterbury esetek                                  | Canterbury's Law                                | 2008      | Frank Angstrom                               | James McCaffrey            | amerikai krimisorozat                             |
| Caroline New Yorkban                               | Caroline in the City                            | 1995      | Richard Karinsky                             | Malcolm Gets               | amerikai vígjátéksorozat                          |
| Cédrusliget                                        | Cedar Cove                                      | 2013      | Warren Saget                                 | Brennan Elliott            | kanadai-amerikai tévéfilmsorozat                  |
| A célszemély                                       | Person of Interest                              | 2011      | John Reese                                   | James Caviezel             | amerikai akciófilm-sorozat                        |
| Cheers                                             | Cheers                                          | 1982      | Sam Malone                                   | Ted Danson                 | amerikai vígjátéksorozat                          |
| Christy                                            | Christy                                         | 1994      | David Grantland tiszteletes                  | Randall Batinkoff          | amerikai tévéfilmsorozat                          |
| Chuck                                              | Chuck                                           | 2007      | Chuck Bartowski                              | Zachary Levi               | amerikai akciófilm-sorozat                        |
| Conan, a kalandor                                  | Conan                                           | 1997      | Evad                                         | Joseph Rye                 | amerikai tévéfilmsorozat                          |
| Columbo – Testvéri szeretet (10. évad 10. rész)    | Columbo – Strange Bedfellows                    | 1995      | Teddy McVeigh                                | Jeff Yagher                | amerikai krimisorozat                             |
| Dr. Csont                                          | Bones                                           | 2005      | Seeley Booth különleges ügynök               | David Boreanaz             | amerikai krimisorozat                             |
| Downton Abbey                                      | Downton Abbey                                   | 2010      | Thomas Barrow, komornyik                     | Rob James-Collier          | angol-amerikai kosztümös dráma-sorozat            |
| Drága testek                                       | Silk Stalkings                                  | 1991      | Thomas ’Tom’ Ryan detektív őrmester          | Chris Potter               | amerikai krimisorozat                             |
| Easttowni rejtélyek (1. és 2. rész)                | Mare of Easttown                                | 2021      | Richard Ryan                                 | Guy Pearce                 | amerikai krimi-drámaminisorozat                   |
| Egyedül a vadonban                                 | Alone in the Wild                               | 2011      | Aron Ralston                                 | Aron Ralston               | brit ismeretterjesztő sorozat (1. évad 6. rész)   |
| Elfeledve                                          | Absentia                                        | 2017      | Nick Durand, FBI-ügynök                      | Patrick Heusinger          | amerikai drámasorozat                             |
| Az elit alakulat                                   | Band of Brothers                                | 2001      | Richard Winters                              | Damian Lewis               | amerikai-angol háborús filmsorozat                |
| Emma                                               | Emma                                            | 2009      | Mr. Knightley                                | Jonny Lee Miller           | angol minisorozat                                 |
| Életfogytig zsaru                                  | Life                                            | 2007      | Charlie Crews                                | Damian Lewis               | amerikai krimisorozat                             |
| Fekete Vipera 3. évad                              | The Black Adder                                 | 1987      | György, a régens herceg                      | Hugh Laurie                | angol-ausztrál vígjátéksorozat                    |
| Fekete Vipera 4. évad                              | The Black Adder                                 | 1989      | George hadnagy                               | Hugh Laurie                | angol-ausztrál vígjátéksorozat                    |
| FlashForward – A jövő emlékei                      | FlashForward                                    | 2009      | Mark Benford                                 | Joseph Fiennes             | amerikai filmsorozat                              |
| Foglalkozásuk: amerikai                            | The Americans                                   | 2013–2017 | Stan Beeman                                  | Noah Emmerich              | amerikai tévéfilmsorozat                          |
| Furcsa pár                                         | The Odd Couple                                  | 2015–2017 | Oscar Madison                                | Matthew Perry              | amerikai tévéfilmsorozat                          |
| Futballista feleségek                              | Footballers' Wives                              | 2002      | Ian Walmsley                                 | Nathan Constance           | angol filmsorozat                                 |
| Gordon Ramsay – A fickó F-fel                      | The F Word                                      | 2005      | Gordon Ramsay                                | Gordon Ramsay              | angol ismeretterjesztő filmsorozat                |
| Gordon Ramsay – A konyha ördöge                    | Kitchen Nightmares                              | 2007–2013 | Gordon Ramsay                                | Gordon Ramsay              | amerikai reality show                             |
| Gordon Ramsay – A pokol konyhája                   | Hell's Kitchen                                  | 2005      | Gordon Ramsay                                | Gordon Ramsay              | amerikai reality show                             |
| Gossip Girl – A pletykafészek                      | Gossip Girl                                     | 2007      | Rufus Humphrey                               | Matthew Settle             | amerikai filmsorozat                              |
| Gőg                                                | Orgoglio                                        | 2003      | Pietro Pironi                                | Daniele Pecci              | olasz filmsorozat                                 |
| Halálos fegyver                                    | Lethal Weapon                                   | 2016      | Brooks Avery                                 | Kevin Rahm                 | amerikai akciófilm-sorozat                        |
| Halló, halló!                                      | 'Allo 'Allo!                                    | 1984      | Carstairs repülőstiszt                       | Nicholas Frankau           | angol vígjátéksorozat                             |
| Helyszíni szemle                                   | Post Mortem                                     | 2006      | Dr. Daniel Koch                              | Hannes Jaenicke            | német krimisorozat                                |
| A holnap legendái                                  | DC’s Legends of Tomorrow                        | 2016      | Nathaniel 'Nate' Heywood / Acél              | Nick Zano                  | amerikai televíziós akció-kalandfilm-sorozat      |
| A Jagellók konyhája                                | Kuchnia Jagiellonów                             | 2020      | narrátor                                     |                            | lengyel kulináris filmsorozat                     |
| Az idők végezetéig                                 | World Without End                               | 2012      | Sir Ralph                                    | Oliver Jackson-Cohen       | kanadai-német-angol dráma minisorozat             |
| Internátus                                         | El Internado                                    | 2007      | Héctor de la Vega                            | Luis Merlo                 | spanyol filmsorozat                               |
| Kachorra – az ártatlan szökevény                   | Kachorra                                        | 2002      | Bruno Ricardo Moravia Estévez                | Pablo Rago                 | argentin tévéfilmsorozat                          |
| Karácsonyi ének                                    | A Christmas Carol                               | 2019      | Ebenezer Scrooge                             | Guy Pearce                 | amerikai tévéfilmsorozat                          |
| Kasszasiker                                        | Smash                                           | 2012      | Derek Wills                                  | Jack Davenport             | amerikai vígjátéksorozat                          |
| A Kenedy űrközpont jelentkezik                     | The Cape                                        | 1996      | Ezekiel ’Zeke’ Beaumont parancsnok, ASCAN    | Cameron Bancroft           | amerikai tévéfilmsorozat                          |
| Ki vagy, doki?                                     | Doctor Who                                      | 2005      | Jack Harkness kapitány, Tizennegyedik Doktor | John Barrowman             | brit televíziós sci-fi sorozat                    |
| A kiválasztottak                                   | The Chosen                                      | 2019      | Jézus                                        | Jonathan Roumie            | amerikai történelmi sorozat                       |
| Knight Rider Team                                  | Team Knight Rider                               | 1997      | Kevin ’Trek’ Sanders                         | Nick Wechsler              | amerikai filmsorozat                              |
| Kvíz (Legyen Ön is milliomos – A nagy csalás)      | Quiz                                            | 2020      | Charles Ingram                               | Matthew Macfadyen          | angol minisorozat                                 |
| Liv és Maddie                                      | Liv and Maddie                                  | 2013      | Pete Rooney                                  | Benjamin King              | amerikai vígjátéksorozat                          |
| Lois és Clark: Superman legújabb kalandjai 1. évad | Lois and Clark - The New Adventures of Superman | 1993      | Jimmy Olsen                                  | Michael Landes             | amerikai filmsorozat                              |
| Lökött lakótársak                                  | Some of My Best Friends                         | 2001      | Warren Fairbanks                             | Jason Bateman              | amerikai vígjátéksorozat                          |
| Majomszeretet                                      | Love Monkey                                     | 2006      | Mike Freed                                   | Jason Priestley            | amerikai vígjátéksorozat                          |
| Marguerite Volant                                  | Marguerite Volant                               | 1996      | Lambert Volant                               | Stéphane Gagnon            | kanadai filmdráma                                 |
| Marimar                                            | Marimar                                         | 1994      | Jesús 'Chuy' López                           | Luis Gatica                | mexikói filmsorozat                               |
| Mária Terézia                                      | Maria Theresia                                  | 2019      | von der Trenck báró                          | Philipp Hochmair           | osztrák-cseh-magyar-szlovák életrajzi minisorozat |
| Mennyei kötelék                                    | Herzensbrecher                                  | 2013      | Andreas Tabarius                             | Simon Böer                 | német filmsorozat                                 |
| Mindörökké Gordon                                  | Gordon Ramsay's Ultimate Cookery Course         | 2012      | Gordon Ramsay                                | Gordon Ramsay              | angol ismeretterjesztő filmsorozat                |
| Modern család                                      | Modern Family                                   | 2010      | Phil Dunphy                                  | Ty Burrell                 | amerikai szituációs komédia-sorozat               |
| Nash Bridges – Trükkös hekus                       | Nash Bridges                                    | 1996      | Evan Cortez nyomozó                          | Jaimé P. Gomez (első hang) | amerikai akciófilm-sorozat                        |
| Nils Holgersson csodálatos utazása                 | Nils Holgerssons wunderbare Reise               | 2011      | Márton (hangja)                              | Bastian Pastewka           | német-svéd filmsorozat                            |
| No Limit                                           | No Limit                                        | 2012      | Vincent Libérati                             | Vincent Elbaz              | francia akciófilm-sorozat                         |
| Ötcsillagos szerelem                               | Fünf Sterne                                     | 2005      | Stefan Lindberg                              | Ralf Bauer                 | német filmsorozat                                 |
| Páran párban                                       | Coupling                                        | 2000      | Steve Taylor                                 | Jack Davenport             | angol vígjátéksorozat                             |
| Philly                                             | Philly                                          | 2001      | Augustus ’Jack’ Ripley bíró                  | James Denton               | amerikai filmsorozat                              |
| Point Pleasant – Titkok városa                     | Point Pleasant                                  | 2005      | Lucas Boyd                                   | Grant Show                 | amerikai thrillersorozat                          |
| Rendőrakadémia                                     | Police Academy                                  | 1984      | Larvell Jones őrmester                       | Michael Winslow            | amerikai vígjátéksorozat                          |
| Rejtélyek városa                                   | Invasion                                        | 2005      | Russell Varon                                | Eddie Cibrian              | amerikai kalandfilmsorozat                        |
| Rejtélyes vírusok nyomában                         | Medical Investigation                           | 2004      | Dr. Miles McCabe                             | Christopher Gorham         | amerikai filmsorozat                              |
| A remény utcái                                     | 413 Hope St.                                    | 1997      | Quentin Jefferson                            | Stephen Berra              | amerikai krimisorozat                             |
| Rex Kanadában                                      | Hudson & Rex                                    | 2019      | Charlie Hudson                               | John Reardon               | kanadai filmsorozat                               |
| Rubí, az elbűvölő szörnyeteg                       | Rubí                                            | 2004      | Alejandro Cárdenas Ruíz                      | Eduardo Santamarina        | mexikói filmsorozat                               |
| San Francisco utcáin                               | The Streets of San Francisco                    | 1972      | Dan Robbins felügyelő                        | Richard Hatch              | amerikai krimisorozat                             |
| Sebzett szív                                       | Vatanim Sensin                                  | 2016      | Cevdet                                       | Halit Ergenç               | török filmsorozat                                 |
| Sheena, a dzsungel királynője                      | Sheena                                          | 2000      | Matt Cutter                                  | John Allen Nelson          | amerikai kalandfilmsorozat                        |
| SEAL Team                                          | Seal Team                                       | 2017      | Jashon Hayes                                 | David Boreanaz             | amerikai krimisorozat                             |
| Smallville                                         | Smallville                                      | 2001      | Zod őrnagy                                   | Callum Blue                | amerikai akciófilm-sorozat                        |
| Sötét angyal                                       | Dark Angel                                      | 2000      | Logan Cale/Szempár                           | Michael Weatherly          | amerikai akciófilm-sorozat                        |
| Született feleségek                                | Desperate Housewives                            | 2004      | John Rowland                                 | Jesse Metcalfe             | amerikai vígjátéksorozat                          |
| Szerelmek Saint Tropez-ban                         | Sous le soleil                                  | 1996      | Manu                                         | Arnaud Binard              | francia filmsorozat                               |
| Szulejmán                                          | Muhtesem Yüzyil                                 | 2011      | I. Szulejmán                                 | Halit Ergenç               | török filmsorozat                                 |
| Tetthely                                           | Tatort                                          | 2013–2020 | Nikolas "Nick" Tschiller                     | Til Schweiger              | német–osztrák–svájci krimisorozat                 |
| Tiltott szerelem                                   | Mujer secreta                                   | 1999      | Gustavo Landaeta                             | Luis Fernández             | venezuelai filmsorozat                            |
| Trónok Harca                                       | Game of Thrones                                 | 2011–2017 | Petyr 'Kisujj' Baelish                       | Aidan Gillen               | amerikai televíziós fantasy sorozat               |
| Trópusi hőség                                      | Tropical Heat                                   | 1991      | Ian Stewart                                  | John David Bland           | kanadai akciófilm-sorozat                         |
| Tudorok 3. évad                                    | The Tudors                                      | 2007      | Sir Francis Bryan                            | Alan van Sprang            | ír-kanadai-amerikai filmsorozat                   |
| Undercover – A titkos csapat                       | UC Undercover                                   | 2001      | Carlos Cortez                                | Steven Bauer               | amerikai akciófilm-sorozat                        |
| Az utolsó 24 óra: Gianni Versace                   | Final 24 – Gianni Versace                       | 2007      | narrátor hang                                | Dave McRae                 | amerikai tévéfilmsorozat                          |
| Viszonyok                                          | Relativity                                      | 1996      | Leo Roth                                     | David Conrad               | amerikai filmsorozat                              |

### Rövidfilmek
| cím                                  | eredeti cím                    | év   | szerep         | színész         | megjegyzés                                   |
| ------------------------------------ | ------------------------------ | ---- | -------------- | --------------- | -------------------------------------------- |
| 10 dolog, amit nem tudtál            | 10 Things You Don't Know About | 2012 | narrátor       | David Eisenbach | amerikai dokumentumfilm-sorozat (12×25 perc) |
| A burgonya története                 | The Potato Story               | 2008 | narrátor       |                 | osztrák dokumentumfilm                       |
| Grimm mesék: A halász meg a felesége | Vom Fischer und seiner Frau    | 2013 | Hein, a halász | Fabian Busch    | német mesefilm (60')                         |
| Kézjegy – Viharsarki legenda         | —                              |      | Mesélő         | —               | magyar portréfilm (55')                      |
| Az utolsó vacsora                    | —                              | 2018 | Mesélő         | —               | magyar animációs film (11')                  |

### Rajzfilmsorozatbeli szinkronszerepek
| rajzfilm címe                      | eredeti cím                   | év   | szerep                  | színész            | megjegyzés                 |
| ---------------------------------- | ----------------------------- | ---- | ----------------------- | ------------------ | -------------------------- |
| Lego Ninjago: A Spinjitzu mesterei | Ninjago: Masters of Spinjitzu | 2011 | Zane (fehér ninja)      | Brent Miller       | dán animációs sorozat      |
| Sandokan                           | Sandokan                      | 1992 | Sandokan                |                    | olasz rajzfilm sorozat     |
| South Park                         | South Park                    | 1997 | Gerald Broflovski       | Matt Stone         | amerikai animációs sorozat |
| South Park                         | South Park                    | 1997 | Ned Gerblansky          | Trey Parker        | amerikai animációs sorozat |
| South Park                         | South Park                    | 1997 | Kula bácsi (Mr. Hankey) | Trey Parker        | amerikai animációs sorozat |
| South Park                         | South Park                    | 1997 | Szaddám Huszein         |                    | amerikai animációs sorozat |
| Toldi                              |                               | 2021 | összes                  |                    | magyar animációs sorozat   |
| Star Wars: A klónok háborúja       | Star Wars: The Clone Wars     | 2008 | Rush Clovis (2. évad)   | Robin Atkin Downes | amerikai animációs sorozat |

### Dokumentumfilmek
| filmcím                                                       | eredeti filmcím                                     | típus                                        | év   | szerep   |
| ------------------------------------------------------------- | --------------------------------------------------- | -------------------------------------------- | ---- | -------- |
| 2022 az űrből                                                 | 2022: The Year from Space                           | angol ismeretterjesztő film                  | 2023 | narrátor |
| Egyiptom sírkamrák                                            | Tombs of Egypt                                      | francia dokumentumfilm-sorozat               | 2023 | narrátor |
| Eisenwurzen – Egy titokzatos tájegység                        | Eisenwurzen – geheimnisvolles Land                  | osztrák ismeretterjesztő film                | 2006 | narrátor |
| Éden: Az érintetlen bolygó                                    | Eden: Untamed Planet                                | angol ismeretterjesztő filmsorozat           | 2021 | narrátor |
| Fény és csillogás - A Francia Riviéra története               | Light and Glamour - History of the French Riviera   | német ismeretterjesztő film                  | 2021 | narrátor |
| Földünk nagy folyói                                           | Earth's Great Rivers                                | angol ismeretterjesztő sorozat (3 részes)    | 2018 | narrátor |
| Itthon vagy                                                   | –                                                   | magyar ismeretterjesztő sorozat              | 2017 | narrátor |
| Kódolt katasztrófák                                           | Ten Mistakes                                        | ausztrál ismeretterjesztő sorozat (5 részes) | 2021 | narrátor |
| A hidegháború kémei                                           | A Cold War of Spies                                 | kanadai ismeretterjesztő sorozat (4 részes)  | 2023 | narrátor |
| A mélység: A nácik felemelkedése és bukása                    | The Abyss: Rise and Fall of the Nazis               | Német történelmi dokumentumfilm-sorozat      | 2020 | narrátor |
| A nagy mítoszok                                               | Les Grands Mythes                                   | Francia ismeretterjesztő sorozat (20 részes) | 2015 | narrátor |
| Norvégia – Fjordok és fennsíkok között                        | Norway - Between Fjords and Fells                   | Német ismeretterjesztő film                  | 2021 | narrátor |
| A második világháború: Egy birodalom ára                      | World War II – The Price of Empire                  | angol dokumentumfilm-sorozat                 | 2015 | narrátor |
| Ókori Egyiptom – Egy birodalom krónikái                       | Ancient Egypt: Chronicles of an Empire              | német dokumentumfilm-sorozat                 | 2022 | narrátor |
| Tengerek világa                                               | –                                                   | magyar ismeretterjesztő sorozat              | 2009 | narrátor |
| A tudomány legnagyobb rejtélyei                               | Science's Greatest Mysteries                        | Angol ismeretterjesztő sorozat               | 2022 | narrátor |
| A tűzhányók ereje                                             | The Power of Volcanos                               | Német ismeretterjesztő sorozat               | 2016 | narrátor |
| Univerzum – A mókusok világa                                  | Geheimnisvolle Eichhörnchen                         | osztrák ismeretterjesztő film                | 2018 | narrátor |
| Univerzum – Big Bend Nemzeti Park, Amerika vadregényes határa | Universum / Big Bend - Amerikas wildeste Grenze     | osztrák ismeretterjesztő film                | 2020 | narrátor |
| Univerzum – Egy Habsburg Mexikó trónján – I. Miksa császár    | –                                                   | osztrák ismeretterjesztő film                | 2014 | narrátor |
| Univerzum – Vadon a folyó mentén, a Duna-ártér Nemzeti Park   | –                                                   | osztrák ismeretterjesztő film                | 2010 | narrátor |
| Univerzum – Mag-erőmű, a búza és a kenyér története           | Kornkraftwerk – Geschichte eines Über-lebensmittels | osztrák ismeretterjesztő film                | 2008 | narrátor |
| A vadon, ahol a Mikulás lakik                                 | Santa's Wild Home                                   | amerikai ismeretterjesztő film               | 2020 | narrátor |

## Hangoskönyv
- Móra Ferenc: Kincskereső kisködmön (2010)
- Fekete István: Téli berek (2010)
- Fekete István: Tüskevár (2009)
- Illyés Gyula: Háromszor hét magyar népmese - Kacor király (2007)

## Reklámfilm hang
- Novartis: Voltaren Dolo
- Gaviscon
- Colgate: Total Pro·Gum Health
- Advil Ultra Forte
- Advil Cold
- Budapesti Tavaszi Fesztivál 2013 hangja
- Telekom hangja (2013)
- Toffifee (2014)
- Volvo (2014)
- Finish Quantum Powder+gel
- CIB Bank (2014–2015)
- Metropol (2014)
- Prevalin Allergia (2015)
- Bilobil (2015–2016)
- Venotec (2016–)
- Szentkirályi ásványvíz (2016)
- BioCo (2017)
- Perwoll (2018)
- Fuze tea (2018)
- Benu Gyógyszertár (2018)
- Ambi Pur (2018–)
- MVM (2024–)

## Díszlettervei
- Ruy Blas: Királyasszony lovagja (Piccolo Színház)
- Serge	Kribus: Boris Spielmann nagy visszatérése (International Buda Stage)

## Portré
- Kontúr – Széles Tamás (2023)[10]